# Xã Moore, Quận Charles Mix, Nam Dakota
Xã Moore (tiếng Anh: Moore Township) là một xã thuộc quận Charles Mix, tiểu bang Nam Dakota, Hoa Kỳ. Năm 2010, dân số của xã này là 74 người.